# قائمة ألعاب إي أيه كندا
ألعاب تم تطويرها أو نشرها بواسطة شركة إي أيه كندا 
- نيد فور سبيد: هاي ستاكس
- كأس العالم لكرة القدم 2002
- كأس العالم لكرة القدم 2006
- كأس العالم لكرة القدم جنوب أفريقيا 2010
- كأس العالم لكرة القدم البرازيل 2014
- فيفا 97
- فيفا: الطريق إلى كأس العالم 98
- فيفا
- فيفا كرة القدم 2002
- فيفا كرة القدم 2003
- فيفا كرة القدم 2004
- فيفا 06: الطريق إلى كأس العالم لكرة القدم
- فيفا 08
- فيفا 09
- فيفا 10
- فيفا 11
- فيفا 12
- فيفا 13
- فيفا 14
- فيفا 15
- فيفا 16
- فيفا ستريت
- إن بي أي لايف
- ان بي ايه لايف 2008
- كأس العالم 98
- فيفا ستريت